# 生田康宏
生田 康宏（いくた やすひろ、1979年6月12日 - ）は、山形県出身のアルペンスキーヤー。日本大学卒。2006年トリノオリンピックで、男子スラロームに出場した。 